# Grown Woman (chanson de Beyoncé)
Grown Woman est un single de la chanteuse Beyoncé en featuring avec le chanteur Guinéen Ismaël Kouyaté. Elle a interprété la chanson pour la première fois sur scène à Paris, en France, de sa tournée mondiale The Mrs. Carter Show World Tour Le thème du Concert Rappelle L'Afrique, notamment le Congo Kinshasa principalement.

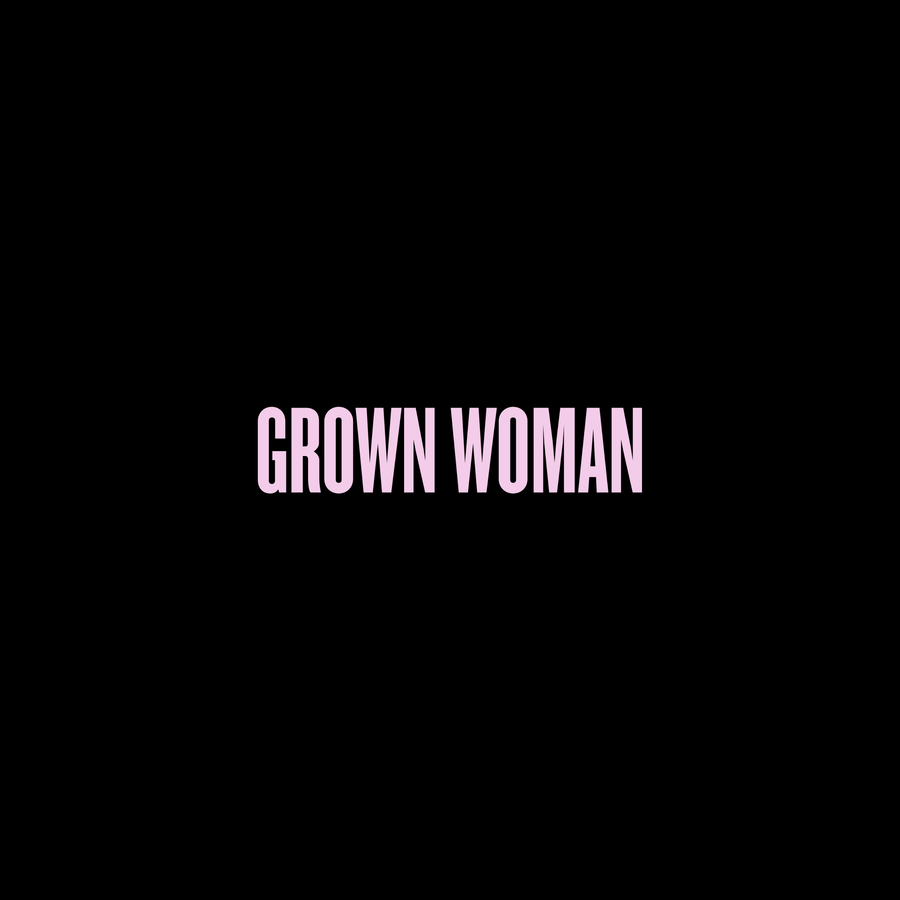
Pochette de Grown Woman.

Le single, produit par Timbaland, devrait être commercialisé dans le cinquième album éponyme de Beyoncé en tant que piste bonus. Grown Woman est également utilisée pour la campagne de pub commerciale avec Pepsi le 4 avril 2013. Le single montré dans la publicité est bien accueilli par MTV, Spin, Fuse, Rolling Stone, Stereogum et E!.Le 7 décembre 2013 une partie probable du clip a fuité sur internet où l'on peut y voir Beyoncé accompagnée de sa mère Tina Knowles dans un décor rétro et une apparition de Kelly Rowland.